# لوتشيانو لورو
لوتشيانو لورو (بالإيطالية: Luciano Loro)‏ ولد بتاريخ 7 نوفمبر 1954 في باسانو دل غرابا، إيطاليا، هو دراج إيطالي سابق.

## روابط خارجية
- لوتشيانو لورو على موقع أرشيف الدراجات (الإنجليزية)
- لوتشيانو لورو على موقع إحصائيات الدراجات الإحترافية (الإنجليزية)
- لوتشيانو لورو على موقع CycleBase (الإنجليزية)